# Bernard Michel (chef d'entreprise)
Pour les articles homonymes, voir Bernard Michel.
Bernard Michel est un dirigeant d’entreprise français, président du conseil d'administration de la foncière Gecina de 2010 à 2018, puis président de Viparis et de Real Estate Europe.

## Origines et formation
Originaire de Metz, Bernard Michel est titulaire d’une licence ès Sciences Économiques et diplômé de l’École nationale des impôts. Il commence sa carrière à la Direction Générale des Impôts (1970-1983) en tant qu’inspecteur des impôts puis rejoint le ministère de l’économie et des finances comme inspecteur général des finances (1983-1987)  où il assure des missions d’audit et de contrôle .

## Carrière

### Banque et Finance près du GAN
Après quatre années passées en tant qu'inspecteur des finances, Bernard Michel intègre le groupe GAN en 1987 dont il devient directeur général délégué Assurances France. 

### Banque et Finance près de Crédit Agricole, Entreprise Publique jusqu'à fin 2001
Il rejoint ensuite le groupe Crédit agricole en 1996 en tant que membre du comité exécutif de Crédit Agricole SA. Il y a exercé des fonctions variées dont notamment celles de :
- directeur général adjoint,
- directeur des systèmes opérationnels (DSO) dès 1999 avec création de la SA PROGICA (PROgiciels Crédit Agricole) pour faire la détention patrimoniale desdits progiciels,
- en septembre 2003, œuvré près la DGCCRF (DGFIP) pour le rapprochement de Crédit Agricole avec Sopra Group,
- fin 2003, administrateur de Sopra Group (devenu Sopra Steria Group) pour assurer la poursuite des progiciels détenus par PROGICA,
- président de Crédit Agricole Immobilier,
- directeur général de Predica,
- directeur général de Crédit Agricole Assurance .
Il est connu pour avoir piloté la remise en ordre de la caisse régionale du Crédit Agricole en Corse.

### Gecina

#### Direction de Gecina
Bernard Michel rejoint Gecina (une Société d’Investissement Immobilier Cotée - SIIC – sur Euronext Paris) en 2010 comme président du conseil d’administration. Il devient PDG de Gecina d'octobre 2011 à juin 2013, du départ de Christophe Clamageran à l'arrivée de Philippe Depoux.
Confirmé président du conseil d'administration de Gecina en 2013, son mandat d'administrateur est renouvelé en avril 2014 et il est reconduit à la présidence de Gecina.
Après des années de gouvernance mouvementée en raison d’opérations financières opaques de l’ex-patron de la foncière, Joaquin Rivero, l’action de Bernard Michel a conduit à des résultats positifs, notamment la recomposition actionnariale et la mise en œuvre d’une gouvernance conforme aux recommandations de place ainsi que le redressement de la situation financière du groupe,.

#### Priorité à l'activité de bureaux
Bernard Michel initie une nouvelle feuille de route de la foncière cotée (Gecina) en matière de stratégie immobilière. Il y conduit en effet le changement d’une logique de diversification à une stratégie de spécialisation dans les bureaux parisiens. Dans le cadre de cette politique de recentrage, Gecina cède par exemple son patrimoine d’hôtels et d'entrepôts logistiques, une partie du patrimoine résidentiel ainsi que le centre commercial Beaugrenelle. 
L’idée est en effet de mettre l’accent sur le désendettement du groupe afin de disposer d’une base solide et de poursuive son développement avec l'ambition de devenir leader des bureaux parisiens.

## Mandats
- Président du conseil d’administration de Gecina jusqu'au 18 avril 2018
- Membre du conseil de surveillance de SAS Unofi[réf. souhaitée]
- Président du conseil d’administration de Unofi Gestion d’Actifs [15]
- Censeur de SOPRA Group
- Administrateur du MEDEF Paris
- Membre du bureau exécutif de la Fédération des Sociétés Immobilières et Foncières
- Administrateur de l’EPRA (European Property Real Estate Association)
- Président de la Fondation d'Entreprise Gecina  jusqu'au 18 avril 2018
- Président de la fondation d’entreprise du Crédit Agricole de la Corse

## Distinctions

### Décorations
- Commandeur de l'ordre national du Mérite Il est fait chevalier le 19 juillet 1990, promu officier le 15 novembre 2004[16], et commandeur le 29 mai 2019[17].
- Officier de la Légion d'honneur Il est fait chevalier le 11 juillet 1997[18], puis est promu officier le 13 juillet 2011[19],[20].

## Rémunération
En 2014, Bernard Michel a touché 555 000 € de rémunération pour ses activités de président de Gecina.